# Alan Hale Jr.
Alan Hale Jr. (ur. 8 marca 1921 w Los Angeles, zm. 2 stycznia 1990) – amerykański aktor filmowy i telewizyjny. 
Był synem aktora Alana Hale’a Sr. i aktorki Gretchen Hartman.

## Filmografia
seriale
- 1949: Man Against Crime
- 1952: Death Valley Days
- 1963: My Favorite Martian jako Omar M. Keck
- 1964: Wyspa Gilligana jako kapitan Jonas Grumby
- 1977: Statek miłości jako Gus Dolan / Jack McTigue
- 1986: Alf jako szyper Jonas Grumby

film
- 1933: Wild Boys of the Road jako jeden z chłopców
- 1943: Straż nad Renem jako chłopiec
- 1950: Kill the Umpire jako Harry Shea
- 1955: Moje miejsce na ziemi jako Luke Radford
- 1979: Piąty muszkieter jako Portos
- 1987: Terror Night jako Jake Nelson

## Wyróżnienia
Posiada swoją gwiazdę na Hollywoodzkiej Alei Gwiazd.